# Štola Josef (Chotilsko)
Štola Josef se nachází na levém břehu Vltavy, na katastrálním území Prostřední Lhoty, místní části obce Chotilsko v okrese Příbram ve Středočeském kraji, zhruba 50 km jižně od Prahy. Štola slouží od roku 2007 jako Centrum experimentální geotechniky Českého vysokého učení technického v Praze.

## Historie

### Keltské období
Štola Josef je součástí zlatorudného revíru Psí hory, v němž byla doložena těžba zlata již za éry keltského osídlení této oblasti v období 2. – 1. století př. n. l. Zlato bylo rýžováno například na Čelinském potoce, který protéká podél západního úpatí Veselého a Ostrého vrchu a nedaleko vstupu do štoly ústí do Vltavy, respektive do Slapské přehrady.

### Středověk
Největší rozmach těžby zlata v oblasti Psích hor nastal ve středověku, zejména v průběhu 14. století až do počátku století 15., kdy bylo zlato v okolí Čeliny dobýváno z křemenných žil pomocí štol a úklonných šachtic. Na Čelinském potoce bylo v té době vybudováno několik mlýnů na drcení rudy a v blízkosti největší šachty existovala kovárna. K dalšímu, byť krátkodobému obnovení těžby zlata v této oblasti, došlo na přelomu 15. a 16. století.

### Konec 20. století

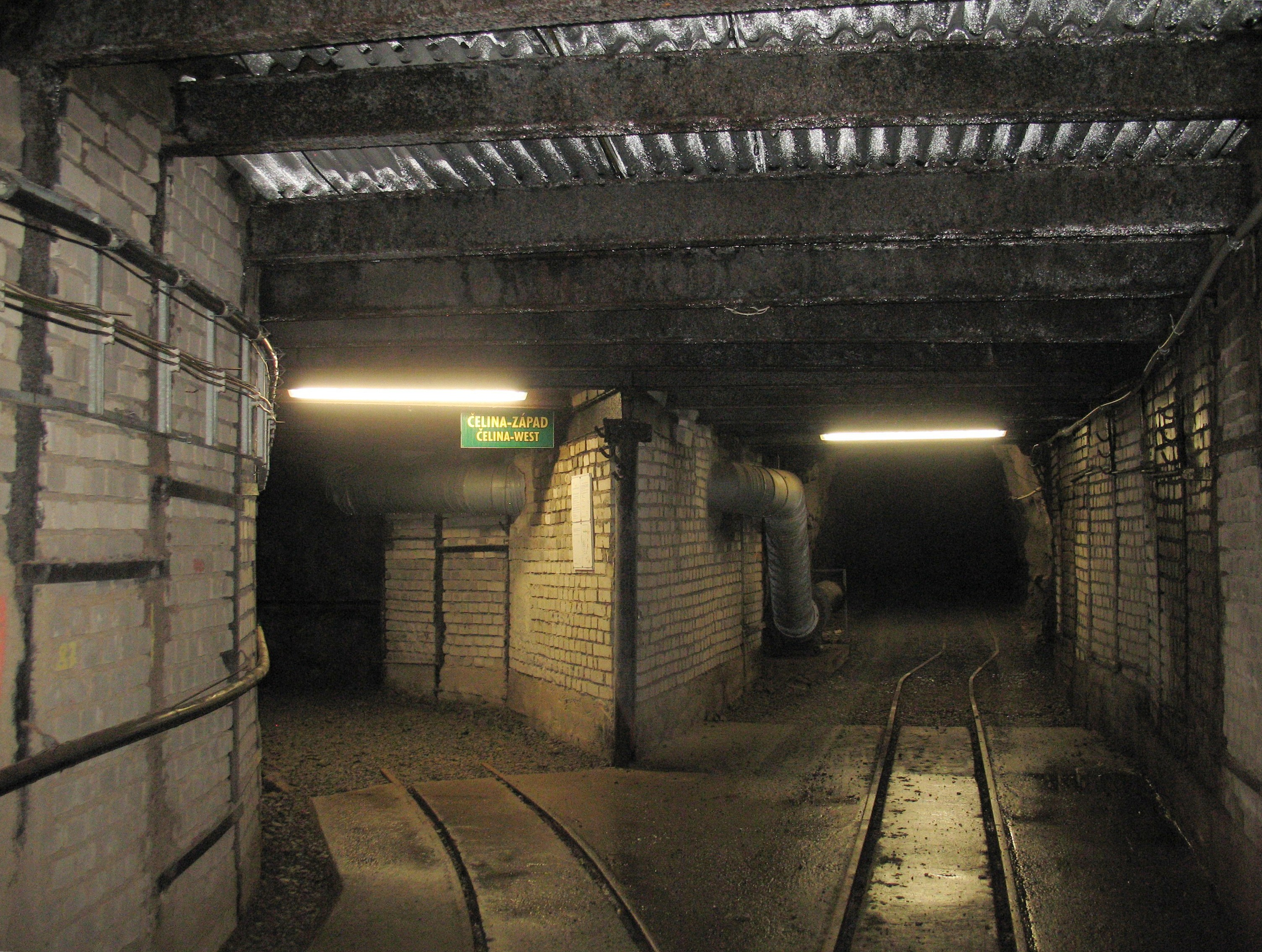
Rozcestí páteřní štoly a chodby, která vede k ložisku Čelina-západ

Až do druhé poloviny 20. století zůstal zlatorudní revír Psí hory nevyužit. Teprve v letech 1977–1980 zde proběhl rozsáhlý regionální revizní průzkum hornin Jílovského pásma. Tímto průzkumem byl potvrzen výskyt významného zlatonosného zrudnění. Podrobný průzkum oblasti Psích hor se uskutečnil v letech 1980-1990. Jeho součástí byla ražba nové štoly Josef v kombinaci s podzemními vrty. V rámci tohoto průzkumu probíhala v letech 1989-1991 také experimentální podzemní těžba ložiska Čelina. V úpravně Rudních dolů v Příbrami bylo z celkem 19 500 tun vytěžené rudniny získáno 21,5 kg zlata.
Během průzkumu byly vyhodnoceny zásoby zlata na již známých a v minulosti těžených ložiscích Čelina a Mokrsko-východ. Zároveň bylo objeveno nové ložisko Mokrsko-západ, jehož využitelné zásoby byly odhadnuty na 75 tun zlata. Celkové zásoby všech ložisek revíru byl odhadnut na 130 t zlata, což převyšuje množství rudy, vytěžené během celé historie těžby zlata na území České republiky. Ložisko v revíru Psích hor tak patří mezi nejbohatší ložiska zlata v Evropě a již od 90. let 20. století o něj projevovaly zájem některé mezinárodní těžařské společnosti. Vzhledem k tomu, že ve zdejší oblasti by z ekonomických důvodů přicházela v úvahu těžba formou kyanidového loužení, což by znamenalo naprostou devastaci životního prostředí i krajiny a též likvidaci obce Mokrsko, se tyto záměry staly předmětem občanských protestů a muselo být od nich ustoupeno. Snahy o zahájení těžby a s tím spojené protestní akce však trvají nadále.  

### Výzkumné pracoviště
Štola Josef i místní zlatorudní ložiska jsou v majetku státu a jsou spravována Ministerstvem životního prostředí České republiky. Na základě dohody s uvedeným ministerstvem si od roku 2007 pronajímá prostory štoly Josef Fakulta stavební Českého vysokého učení technického v Praze, která zde zřídila své Centrum experimentální geotechniky. Centrum experimentální geotechniky je vědecké pracoviště, které je provozovatelem Podzemní laboratoře Josef a vědecko-technického parku Regionální podzemní výzkumné centrum URC Josef. 

## Technické parametry

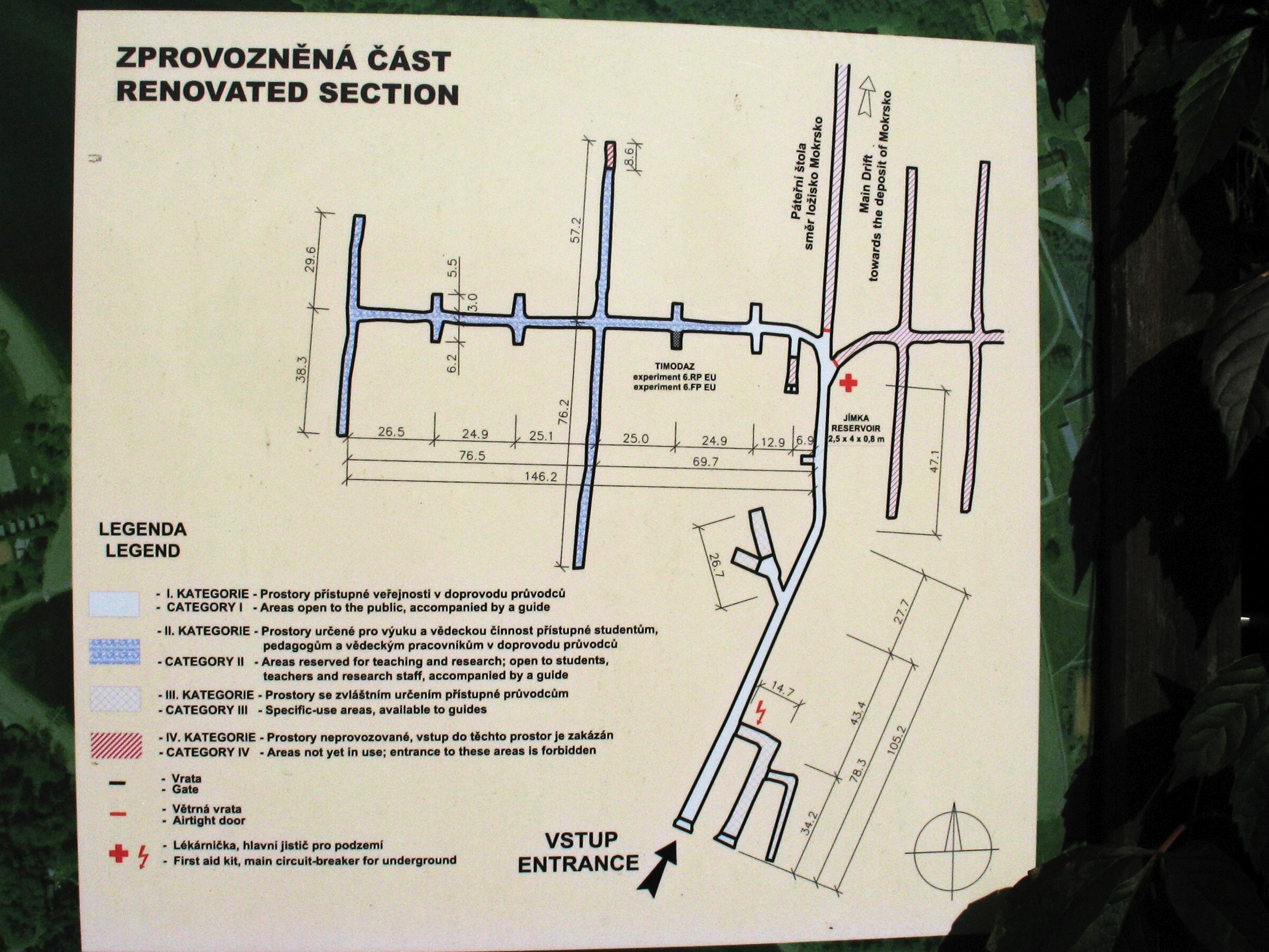
Plánek renovovaných a zpřístupněných úseků štoly Josef

Celkem bylo v průběhu průzkumných prací v předposlední dekádě 20. století vyraženo téměř osm kilometrů nových chodeb. Hlavní páteřní štola, která spojuje všechna ložiska v oblasti Čeliny a Mokrska, je dlouhá 1835 metrů. Příčný průřez páteřní štoly je 14 – 16 m². Postranní chodby na jednotlivých ložiscích měří celkem 6018 metrů. Dále v rámci průzkumu byly uskutečněny 103 jádrové vrty z povrchu o celkové délce 23 378 m a 127 podzemních jádrových vrtů o celkové délce 13 137 metrů. Kromě toho byly vyraženy tři větrací komíny o celkové délce 330 m. Délka paralelních vstupních tunelů je 80 metrů, výška nadloží 90 – 110 m. Během experimentální těžby byla vytvořena rozlehlá podzemní kaverna, hluboká 40 metrů.V průběhu deseti let průzkumných prací bylo odebráno a zanalyzováno 9818 půdních vzorků a dalších více než 25 000 vzorků z vrtů a z podzemí.

## Geomorfologie a geologie
Zlatorudní revír Psí hory se nachází na území geomorfologického celku Benešovská pahorkatina, který je součástí Středočeské pahorkatiny. Rudní revír Psí hory se rozprostírá převážně v proterozoických, více než 600 milionů let starých horninách tzv. Jílovského pásma, do kterých později během variského vrásnění pronikly granitoidy Středočeského plutonu. Zlatorudní ložisko Čelina a rudní zóna Mokrsko-východ se nacházejí v tufech a vulkanitech Jílovského pásma, naopak převážná část rudní zóny Mokrsko-západ leží v granodioritu Středočeského plutonu.

## Dostupnost
Pracovníci Centra experimentální geotechniky se snaží zpřístupnit štolu Josef nejen odborníkům a studentům ČVUT, ale i zájemcům z řad laické veřejnosti, samozřejmě za předem stanovených podmínek a omezení. Štola je přístupná veřejnosti od 1. května do 31. října vždy v pondělí, ve středu a v pátek dopoledne. Prohlídky se však konají jen pro skupiny osob a v termínech, které je nutno dohodnout předem e-mailem nebo telefonicky. Přímo u štoly se nachází parkoviště, vyhrazené pro návštěvníky, další možnost parkování je u odbočky ze silnice do Smilovic poblíž zastavení naučné stezky Zlaté Psí hory u vyhlídky na kaňonovité údolí Vltavy. Nejbližší autobusovou zastávkou je Chotilsko, Smilovice, rozc.2.0 na trase autobusové linky Praha – Sedlčany.

## Fotogalerie

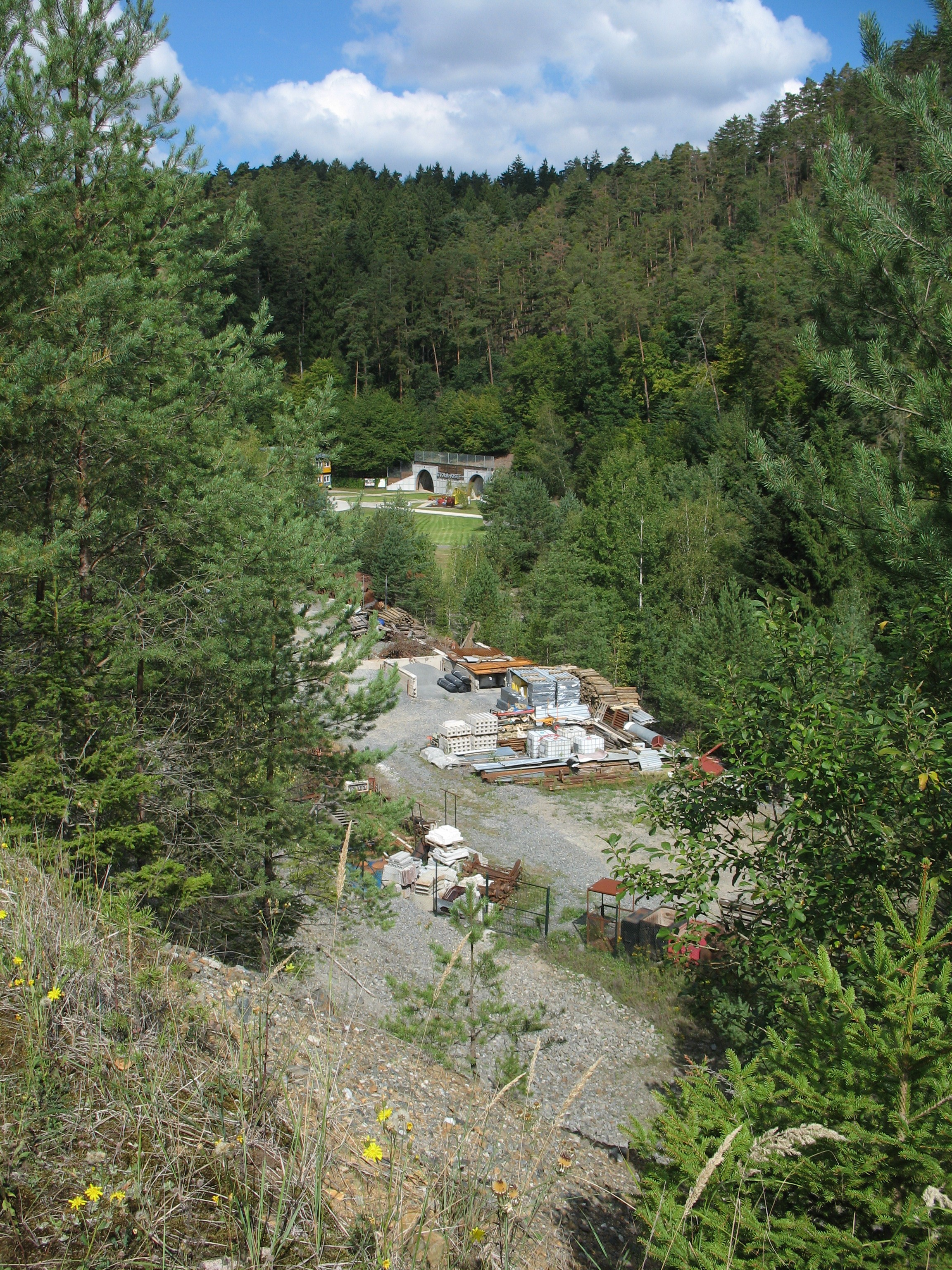
Pohled do areálu štoly z nedaleké haldy vytěžené horniny
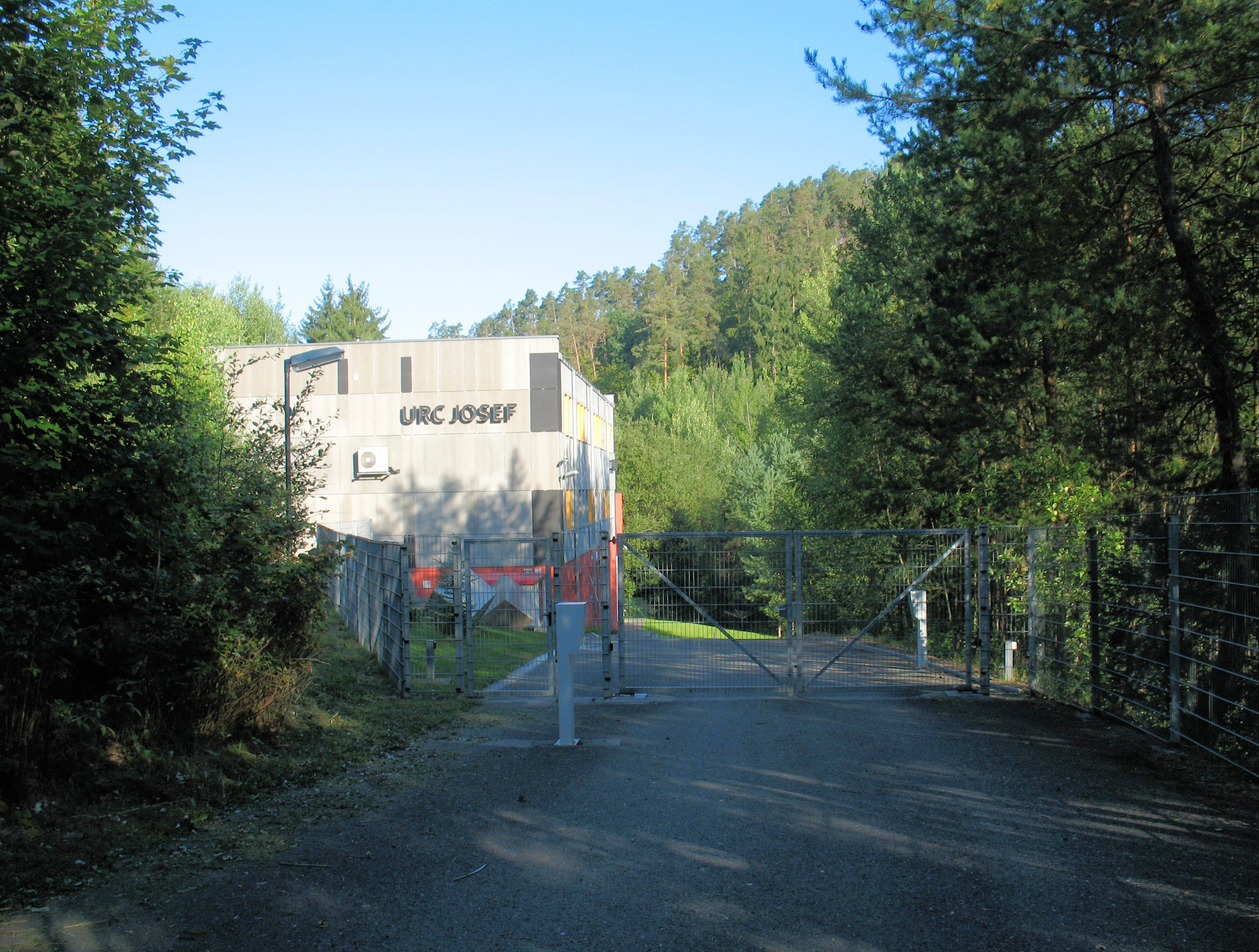
Vstupní brána do areálu a budova Podzemního výzkumného centra
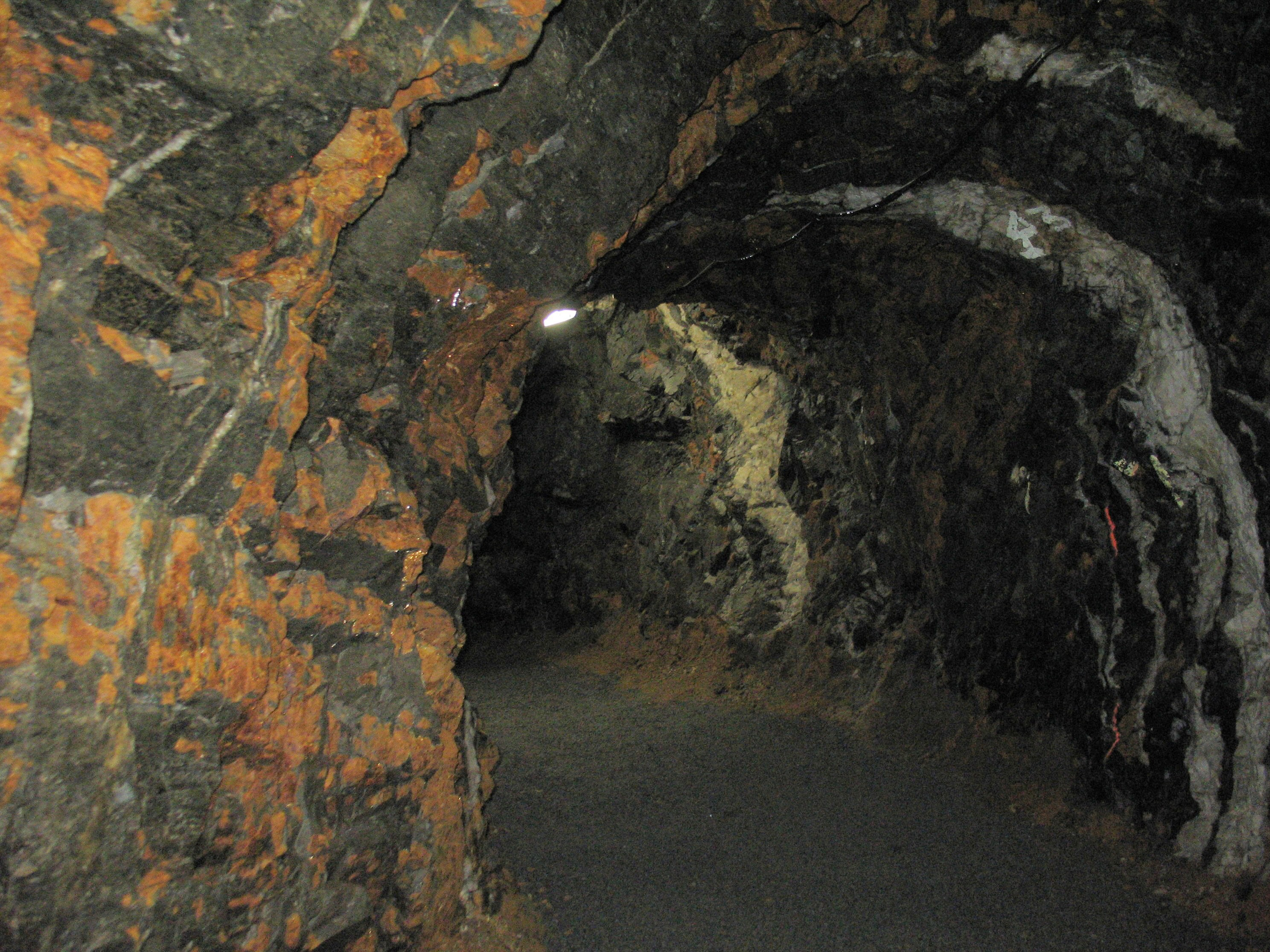
Stěny chodby, vedoucí ke kaverně, jsou částečně tvořeny jílem
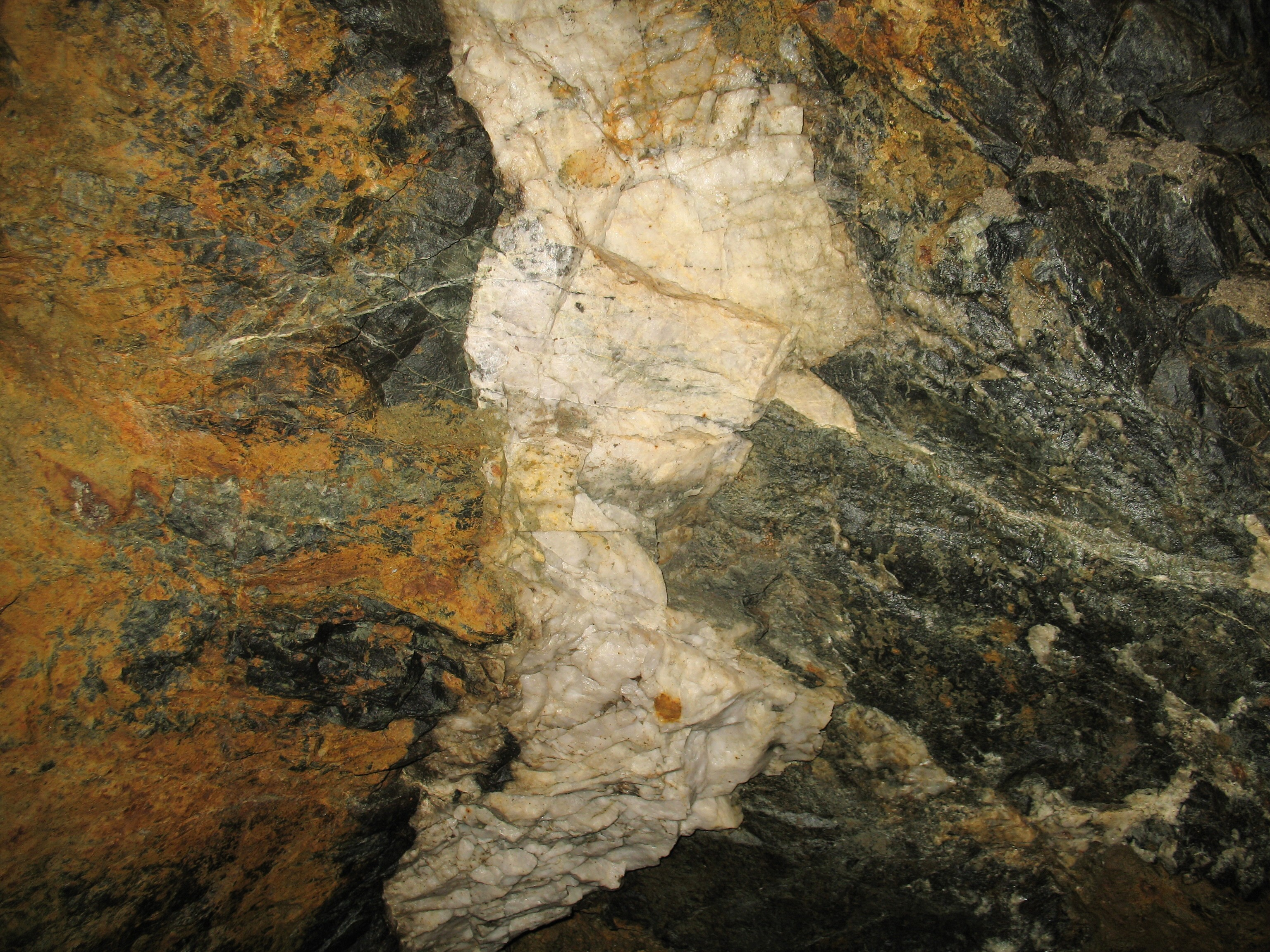
Detail křemenné žíly, obsahující rozptýlené částečky zlata
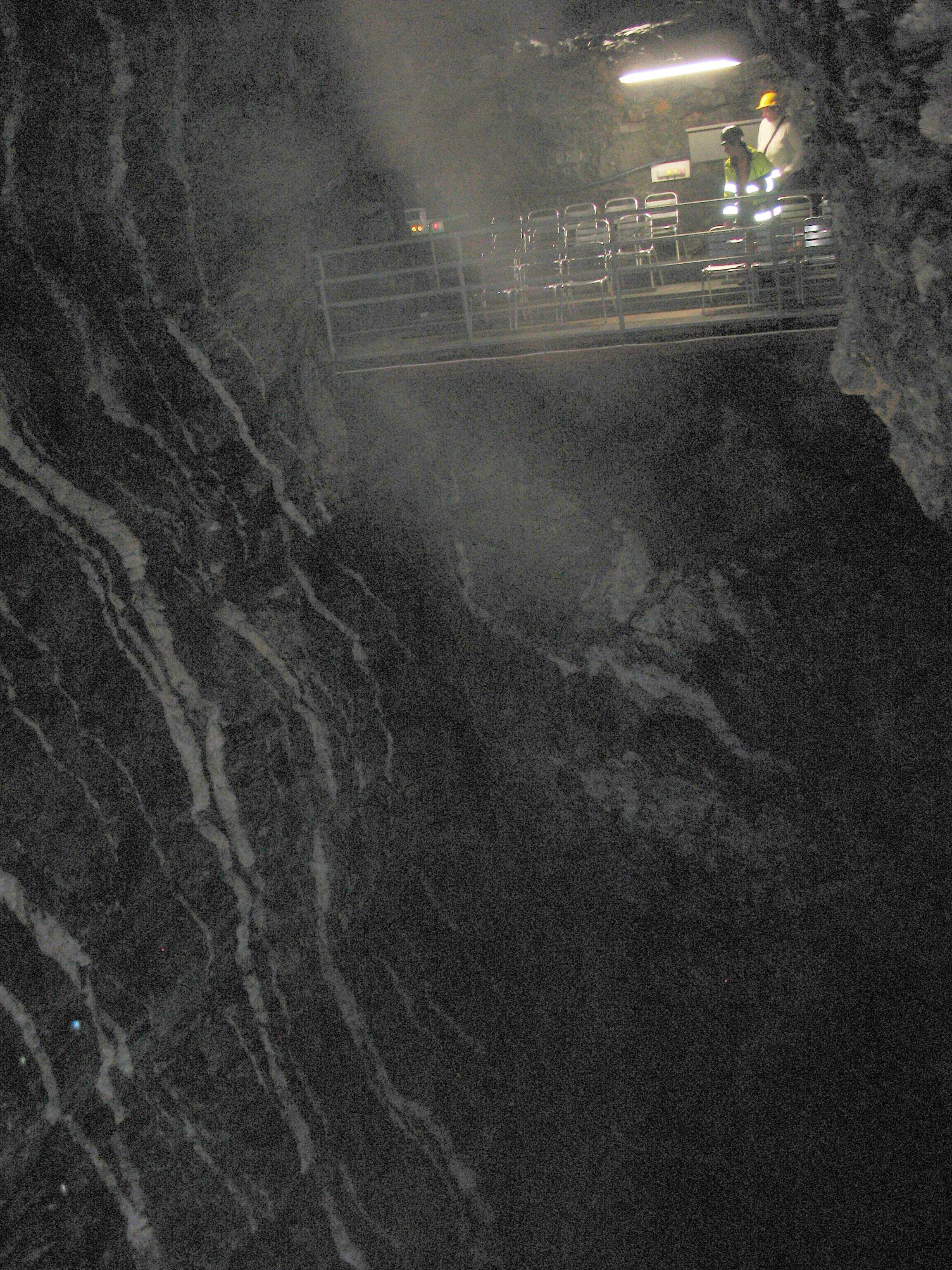
Balkón pro návštěvníky ve výši 20 metrů ode dna podzemní kaverny